# Mrazuvzdornost
Mrazuvzdornost je vlastnost materiálu, které nasákají vodu odolat střídavému zmrazování a rozmrazování. U tzv. suchých materiálů není takové tepelné namáhání příliš nebezpečné, jelikož vzniká jen v důsledku tepelné roztažnosti. Mrazuvzdornost se mimo jiné posuzuje u dlaždiček, které jsou vystavovány extrémním podmínkám. Při nedodržení pracovních postupů a porušení meze mrazuvzdornosti by mohlo dojít k popraskání a následnému rozpadu onoho materiálu.